# Велопробег
Велопробег — массовая совместная или же индивидуальная акция, основным элементом которой является езда на велосипеде. Участники велопробега не соревнуются, они едут в комфортном для каждого из них темпе и могут сойти с дистанции когда угодно. Велопробеги могут проводиться по городам, между городами и по международным трассам. Многие из них проходят на периодической основе, часто — ежегодно.
У велопробега, обычно, есть правила и организаторы.

## История
- 1889: Поручик Г. Мартос, совершив 52-дневное велопутешествие из Петербурга в Лондон, на многочисленных встречах с энтузиастами велосипеда выступает с идеей международных велопробегов[2].
- Шарль Террон инициирует веломарафон Париж-Брест-Париж[2].
- 1882: совершен пробег Петербург-Иматра[2].
- 1883: совершены несколько пробегов по Московской губернии и один по маршруту Москва-Тверь[2].
- 1895: велопробег Петербург-Москва, в котором участвуют велосипедисты из 24 стран[2]. Организаторы велопробега ссылались на свой десятилетний опыт, но точных сведений о том, какие велопробеги они проводили ранее не сохранилось[2].

## Известные современные велопробеги
- Белые ночи
- Велоночь